# Liste des monuments historiques protégés en 1943
Cet article recense les monuments historiques français classés ou inscrits en 1943.

## Protections
| Édifice                                                             | Commune                     | Département             | Région                     | Protection | Base Mérimée                         | Coordonnées                        | Image |
| ------------------------------------------------------------------- | --------------------------- | ----------------------- | -------------------------- | ---------- | ------------------------------------ | ---------------------------------- | ----- |
| Hôtel de Bohan                                                      | Bourg-en-Bresse             | Ain                     | Auvergne-Rhône-Alpes       | inscrit    | « PA00116327 », notice no PA00116327 | 46° 12′ 18″ nord, 5° 13′ 31″ est   |       |
| Chapelle Saint-Laurent                                              | Ceignes                     | Ain                     | Auvergne-Rhône-Alpes       | inscrit    | « PA00116354 », notice no PA00116354 | 46° 07′ 34″ nord, 5° 29′ 04″ est   |       |
| Hôtel particulier                                                   | Château-Thierry             | Aisne                   | Hauts-de-France            | inscrit    | « PA00115587 », notice no PA00115587 | 49° 02′ 39″ nord, 3° 23′ 37″ est   |       |
| Parcelle dans le champ de visibilité du château et de l'église      | La Ferté-Milon              | Aisne                   | Hauts-de-France            | inscrit    | « PA00115677 », notice no PA00115677 |                                    |       |
| Prieuré de Colombier                                                | Colombier                   | Allier                  | Auvergne-Rhône-Alpes       | inscrit    | « PA00093067 », notice no PA00093067 | 46° 16′ 26″ nord, 2° 47′ 40″ est   |       |
| Église Saint-Denis                                                  | Deux-Chaises                | Allier                  | Auvergne-Rhône-Alpes       | classé     | « PA00093082 », notice no PA00093082 | 46° 22′ 48″ nord, 3° 02′ 22″ est   |       |
| Collège des Jésuites                                                | Moulins                     | Allier                  | Auvergne-Rhône-Alpes       | classé     | « PA00093193 », notice no PA00093193 | 46° 34′ 07″ nord, 3° 19′ 51″ est   |       |
| Immeuble                                                            | Moulins                     | Allier                  | Auvergne-Rhône-Alpes       | inscrit    | « PA00093210 », notice no PA00093210 | 46° 34′ 07″ nord, 3° 20′ 38″ est   |       |
| Maison Jean Rey                                                     | Forcalquier                 | Alpes-de-Haute-Provence | Provence-Alpes-Côte d'Azur | inscrit    | « PA00080400 », notice no PA00080400 | 43° 57′ 31″ nord, 5° 46′ 54″ est   |       |
| Remparts                                                            | Revest-des-Brousses         | Alpes-de-Haute-Provence | Provence-Alpes-Côte d'Azur | inscrit    | « PA00080450 », notice no PA00080450 | 43° 58′ 20″ nord, 5° 40′ 20″ est   |       |
| Tour de la Chèvre d'Or                                              | Biot                        | Alpes-Maritimes         | Provence-Alpes-Côte d'Azur | classé     | « PA00080669 », notice no PA00080669 | 43° 37′ 16″ nord, 7° 05′ 42″ est   |       |
| Église Sainte-Marie-Madeleine                                       | Contes                      | Alpes-Maritimes         | Provence-Alpes-Côte d'Azur | inscrit    | « PA00080712 », notice no PA00080712 | 43° 48′ 43″ nord, 7° 18′ 53″ est   |       |
| Caserne Lympia                                                      | Nice                        | Alpes-Maritimes         | Provence-Alpes-Côte d'Azur | inscrit    | « PA00080777 », notice no PA00080777 | 43° 41′ 49″ nord, 7° 16′ 25″ est   |       |
| Thermes romains de Cimiez                                           | Nice                        | Alpes-Maritimes         | Provence-Alpes-Côte d'Azur | inscrit    | « PA00080808 », notice no PA00080808 | 43° 43′ 09″ nord, 7° 16′ 36″ est   |       |
| Immeuble du 14 rue Droite                                           | Nice                        | Alpes-Maritimes         | Provence-Alpes-Côte d'Azur | inscrit    | « PA00080798 », notice no PA00080798 | 43° 41′ 52″ nord, 7° 16′ 39″ est   |       |
| Villa Arson                                                         | Nice                        | Alpes-Maritimes         | Provence-Alpes-Côte d'Azur | inscrit    | « PA00080809 », notice no PA00080809 | 43° 43′ 16″ nord, 7° 15′ 11″ est   |       |
| Chapelle Saint-Jean-Baptiste                                        | La Tour                     | Alpes-Maritimes         | Provence-Alpes-Côte d'Azur | classé     | « PA00080883 », notice no PA00080883 | 43° 57′ 29″ nord, 7° 12′ 42″ est   |       |
| Église Saint-Martin                                                 | La Tour                     | Alpes-Maritimes         | Provence-Alpes-Côte d'Azur | classé     | « PA00080884 », notice no PA00080884 | 43° 56′ 47″ nord, 7° 11′ 03″ est   |       |
| Fontaine Carolo Felicerege                                          | La Turbie                   | Alpes-Maritimes         | Provence-Alpes-Côte d'Azur | classé     | « PA00080893 », notice no PA00080893 | 43° 44′ 44″ nord, 7° 24′ 00″ est   |       |
| Église de l'Invention-de-la-Sainte-Croix                            | Valdeblore                  | Alpes-Maritimes         | Provence-Alpes-Côte d'Azur | classé     | « PA00080903 », notice no PA00080903 | 44° 04′ 00″ nord, 7° 12′ 11″ est   |       |
| Château d'Aubenas                                                   | Aubenas                     | Ardèche                 | Auvergne-Rhône-Alpes       | classé     | « PA00116631 », notice no PA00116631 | 44° 37′ 13″ nord, 4° 23′ 30″ est   |       |
| Chapelle Saint-Benoît d'Aubenas                                     | Aubenas                     | Ardèche                 | Auvergne-Rhône-Alpes       | inscrit    | « PA00116630 », notice no PA00116630 | 44° 37′ 18″ nord, 4° 23′ 17″ est   |       |
| Chapelle Saint-Polycarpe                                            | Bourg-Saint-Andéol          | Ardèche                 | Auvergne-Rhône-Alpes       | classé     | « PA00116656 », notice no PA00116656 | 44° 22′ 14″ nord, 4° 38′ 50″ est   |       |
| Autel de Saint-Jean-de-Muzols                                       | Saint-Jean-de-Muzols        | Ardèche                 | Auvergne-Rhône-Alpes       | classé     | « PA00116788 », notice no PA00116788 | 45° 05′ 01″ nord, 4° 48′ 52″ est   |       |
| Lycée Gabriel-Faure                                                 | Tournon-sur-Rhône           | Ardèche                 | Auvergne-Rhône-Alpes       | classé     | « PA00116832 », notice no PA00116832 | 45° 04′ 03″ nord, 4° 50′ 06″ est   |       |
| Château de Bazeilles                                                | Bazeilles                   | Ardennes                | Grand Est                  | classé     | « PA00078340 », notice no PA00078340 | 49° 40′ 25″ nord, 4° 58′ 53″ est   |       |
| Monastère de Mouzon                                                 | Mouzon                      | Ardennes                | Grand Est                  | classé     | « PA00078474 », notice no PA00078474 | 49° 36′ 21″ nord, 5° 04′ 33″ est   |       |
| Église Saint-Rémi de Viel-Saint-Remy                                | Viel-Saint-Remy             | Ardennes                | Grand Est                  | inscrit    | « PA00078540 », notice no PA00078540 | 49° 37′ 47″ nord, 4° 30′ 10″ est   |       |
| Château de La Motte-Tilly                                           | La Motte-Tilly              | Aube                    | Grand Est                  | inscrit    | « PA00078162 », notice no PA00078162 | 48° 28′ 02″ nord, 3° 25′ 53″ est   |       |
| Maison                                                              | Les Riceys                  | Aube                    | Grand Est                  | inscrit    | « PA00078203 », notice no PA00078203 | 48° 00′ 15″ nord, 4° 22′ 05″ est   |       |
| Amphithéâtre gallo-romain                                           | Narbonne                    | Aude                    | Occitanie                  | inscrit    | « PA00102788 », notice no PA00102788 | 43° 11′ 03″ nord, 3° 00′ 53″ est   |       |
| Dolmen Lo Morrel dos Fados                                          | Pépieux                     | Aude                    | Occitanie                  | inscrit    | « PA00102854 », notice no PA00102854 | 43° 18′ 45″ nord, 2° 40′ 48″ est   |       |
| Palais épiscopal                                                    | Saint-Papoul                | Aude                    | Occitanie                  | inscrit    | « PA00102889 », notice no PA00102889 | 43° 19′ 49″ nord, 2° 02′ 01″ est   |       |
| Église Saint-Maurice d'Auzits                                       | Auzits                      | Aveyron                 | Occitanie                  | classé     | « PA00093960 », notice no PA00093960 | 44° 30′ 12″ nord, 2° 19′ 28″ est   |       |
| Château de Brousse                                                  | Brousse-le-Château          | Aveyron                 | Occitanie                  | classé     | « PA00093976 », notice no PA00093976 | 43° 59′ 48″ nord, 2° 37′ 30″ est   |       |
| Église Saint-Amans                                                  | Rodez                       | Aveyron                 | Occitanie                  | inscrit    | « PA00094112 », notice no PA00094112 | 44° 20′ 53″ nord, 2° 34′ 30″ est   |       |
| Maison Pomairols                                                    | Villefranche-de-Rouergue    | Aveyron                 | Occitanie                  | classé     | « PA00094216 », notice no PA00094216 |                                    |       |
| ancienne cathédrale Saint-Trophime, cloître et bâtiments claustraux | Arles                       | Bouches-du-Rhône        | Provence-Alpes-Côte d'Azur | classé     | « PA00081139 », notice no PA00081139 | 43° 40′ 36″ nord, 4° 37′ 41″ est   |       |
| Chapelle Saint-Roch                                                 | Lambesc                     | Bouches-du-Rhône        | Provence-Alpes-Côte d'Azur | inscrit    | « PA00081298 », notice no PA00081298 | 43° 39′ 20″ nord, 5° 15′ 21″ est   |       |
| Hôtel Hubaud                                                        | Marseille                   | Bouches-du-Rhône        | Provence-Alpes-Côte d'Azur | inscrit    | « PA00081350 », notice no PA00081350 | 43° 17′ 53″ nord, 5° 22′ 45″ est   |       |
| Oppidum de Saint-Blaise                                             | Saint-Mitre-les-Remparts    | Bouches-du-Rhône        | Provence-Alpes-Côte d'Azur | classé     | « PA00081436 », notice no PA00081436 | 43° 27′ 44″ nord, 4° 58′ 57″ est   |       |
| Hôtel de Sambucy ou Laudun ou Hôtel de Rouet                        | Tarascon                    | Bouches-du-Rhône        | Provence-Alpes-Côte d'Azur | classé     | « PA00081480 », notice no PA00081480 | 43° 48′ 18″ nord, 4° 39′ 21″ est   |       |
| Église Notre-Dame de Gardes                                         | Gardes-le-Pontaroux         | Charente                | Nouvelle-Aquitaine         | classé     | « PA00104375 », notice no PA00104375 | 45° 29′ 51″ nord, 0° 19′ 29″ est   |       |
| Église Saint-André de Saint-André-de-Lidon                          | Saint-André-de-Lidon        | Charente-Maritime       | Nouvelle-Aquitaine         | classé     | « PA00105159 », notice no PA00105159 | 45° 36′ 03″ nord, 0° 44′ 48″ ouest |       |
| Maison                                                              | Saint-Jean-d'Angély         | Charente-Maritime       | Nouvelle-Aquitaine         | inscrit    | « PA00105184 », notice no PA00105184 | 45° 56′ 38″ nord, 0° 31′ 16″ ouest |       |
| Maison                                                              | Saint-Jean-d'Angély         | Charente-Maritime       | Nouvelle-Aquitaine         | inscrit    | « PA00105183 », notice no PA00105183 | 45° 56′ 38″ nord, 0° 31′ 16″ ouest |       |
| Maison                                                              | Saint-Jean-d'Angély         | Charente-Maritime       | Nouvelle-Aquitaine         | inscrit    | « PA00105186 », notice no PA00105186 | 45° 56′ 34″ nord, 0° 31′ 19″ ouest |       |
| Hôtel de ville                                                      | Brive-la-Gaillarde          | Corrèze                 | Nouvelle-Aquitaine         | classé     | « PA00099690 », notice no PA00099690 | 45° 09′ 34″ nord, 1° 32′ 03″ est   |       |
| Maison du Colombier                                                 | Beaune                      | Côte-d'Or               | Bourgogne-Franche-Comté    | inscrit    | « PA00112119 », notice no PA00112119 | 47° 01′ 25″ nord, 4° 50′ 07″ est   |       |
| Forges                                                              | Buffon                      | Côte-d'Or               | Bourgogne-Franche-Comté    | classé     | « PA00112164 », notice no PA00112164 | 47° 38′ 59″ nord, 4° 15′ 39″ est   |       |
| Hôtel Saint-Père                                                    | Dijon                       | Côte-d'Or               | Bourgogne-Franche-Comté    | inscrit    | « PA00112325 », notice no PA00112325 | 47° 19′ 27″ nord, 5° 02′ 20″ est   |       |
| Maison                                                              | Dijon                       | Côte-d'Or               | Bourgogne-Franche-Comté    | classé     | « PA00112424 », notice no PA00112424 | 47° 19′ 23″ nord, 5° 02′ 35″ est   |       |
| Hôtel de Pourlans                                                   | Dijon                       | Côte-d'Or               | Bourgogne-Franche-Comté    | inscrit    | « PA00112321 », notice no PA00112321 | 47° 19′ 28″ nord, 5° 02′ 41″ est   |       |
| Immeuble                                                            | Dijon                       | Côte-d'Or               | Bourgogne-Franche-Comté    | inscrit    | « PA00112344 », notice no PA00112344 | 47° 19′ 21″ nord, 5° 02′ 28″ est   |       |
| Immeuble                                                            | Dijon                       | Côte-d'Or               | Bourgogne-Franche-Comté    | inscrit    | « PA00112396 », notice no PA00112396 | 47° 19′ 23″ nord, 5° 02′ 28″ est   |       |
| Maison Millière                                                     | Dijon                       | Côte-d'Or               | Bourgogne-Franche-Comté    | classé     | « PA00112407 », notice no PA00112407 | 47° 19′ 22″ nord, 5° 02′ 31″ est   |       |
| Immeuble                                                            | Dijon                       | Côte-d'Or               | Bourgogne-Franche-Comté    | inscrit    | « PA00112343 », notice no PA00112343 | 47° 19′ 21″ nord, 5° 02′ 28″ est   |       |
| Immeuble                                                            | Dijon                       | Côte-d'Or               | Bourgogne-Franche-Comté    | inscrit    | « PA00112339 », notice no PA00112339 | 47° 19′ 22″ nord, 5° 02′ 28″ est   |       |
| Immeuble                                                            | Dijon                       | Côte-d'Or               | Bourgogne-Franche-Comté    | inscrit    | « PA00112393 », notice no PA00112393 | 47° 19′ 19″ nord, 5° 02′ 25″ est   |       |
| Immeuble                                                            | Dijon                       | Côte-d'Or               | Bourgogne-Franche-Comté    | inscrit    | « PA00112395 », notice no PA00112395 | 47° 19′ 19″ nord, 5° 02′ 25″ est   |       |
| Maison à pans de bois                                               | Dijon                       | Côte-d'Or               | Bourgogne-Franche-Comté    | classé     | « PA00112417 », notice no PA00112417 | 47° 19′ 19″ nord, 5° 02′ 45″ est   |       |
| Immeuble                                                            | Dijon                       | Côte-d'Or               | Bourgogne-Franche-Comté    | inscrit    | « PA00112392 », notice no PA00112392 | 47° 19′ 22″ nord, 5° 02′ 28″ est   |       |
| Immeuble                                                            | Dijon                       | Côte-d'Or               | Bourgogne-Franche-Comté    | inscrit    | « PA00112394 », notice no PA00112394 | 47° 19′ 19″ nord, 5° 02′ 25″ est   |       |
| Immeuble                                                            | Dijon                       | Côte-d'Or               | Bourgogne-Franche-Comté    | inscrit    | « PA00112397 », notice no PA00112397 | 47° 19′ 23″ nord, 5° 02′ 28″ est   |       |
| Immeuble                                                            | Dijon                       | Côte-d'Or               | Bourgogne-Franche-Comté    | inscrit    | « PA00112398 », notice no PA00112398 | 47° 19′ 23″ nord, 5° 02′ 28″ est   |       |
| Immeuble                                                            | Dijon                       | Côte-d'Or               | Bourgogne-Franche-Comté    | inscrit    | « PA00112399 », notice no PA00112399 | 47° 19′ 23″ nord, 5° 02′ 28″ est   |       |
| Hôtel Bénigne Malyon                                                | Dijon                       | Côte-d'Or               | Bourgogne-Franche-Comté    | classé     | « PA00112414 », notice no PA00112414 | 47° 19′ 23″ nord, 5° 02′ 36″ est   |       |
| Immeuble                                                            | Dijon                       | Côte-d'Or               | Bourgogne-Franche-Comté    | inscrit    | « PA00112391 », notice no PA00112391 | 47° 19′ 22″ nord, 5° 02′ 27″ est   |       |
| Château de Lusigny-sur-Ouche                                        | Lusigny-sur-Ouche           | Côte-d'Or               | Bourgogne-Franche-Comté    | inscrit    | « PA00112514 », notice no PA00112514 | 47° 05′ 18″ nord, 4° 40′ 26″ est   |       |
| Maison du XVIe siècle                                               | Guingamp                    | Côtes-d'Armor           | Bretagne                   | classé     | « PA00089184 », notice no PA00089184 | 48° 33′ 46″ nord, 3° 09′ 10″ ouest |       |
| Restes des remparts                                                 | Guingamp                    | Côtes-d'Armor           | Bretagne                   | inscrit    | « PA00089189 », notice no PA00089189 | 48° 33′ 40″ nord, 3° 09′ 07″ ouest |       |
| Couvent des Génovéfains                                             | Évaux-les-Bains             | Creuse                  | Nouvelle-Aquitaine         | inscrit    | « PA00100058 », notice no PA00100058 | 46° 10′ 35″ nord, 2° 29′ 11″ est   |       |
| Château de Magnat-l'Étrange                                         | Magnat-l'Étrange            | Creuse                  | Nouvelle-Aquitaine         | inscrit    | « PA00100101 », notice no PA00100101 | 45° 47′ 38″ nord, 2° 16′ 44″ est   |       |
| Église de l'Assomption-de-la-Très-Sainte-Vierge de Magnat-l'Étrange | Magnat-l'Étrange            | Creuse                  | Nouvelle-Aquitaine         | classé     | « PA00100102 », notice no PA00100102 | 45° 47′ 39″ nord, 2° 16′ 45″ est   |       |
| Château de Tennessus                                                | Amailloux                   | Deux-Sèvres             | Nouvelle-Aquitaine         | inscrit    | « PA00101172 », notice no PA00101172 | 46° 42′ 50″ nord, 0° 16′ 43″ ouest |       |
| Pont de Taizon                                                      | Argenton-l'Église           | Deux-Sèvres             | Nouvelle-Aquitaine         | inscrit    | « PA00101178 », notice no PA00101178 | 47° 03′ 10″ nord, 0° 13′ 37″ ouest |       |
| Pont de Taizon                                                      | Bagneux                     | Deux-Sèvres             | Nouvelle-Aquitaine         | inscrit    | « PA00101185 », notice no PA00101185 | 47° 03′ 10″ nord, 0° 13′ 37″ ouest |       |
| Château de la Coudraie-Noyers                                       | Mauléon                     | Deux-Sèvres             | Nouvelle-Aquitaine         | inscrit    | « PA00101256 », notice no PA00101256 | 46° 58′ 20″ nord, 0° 48′ 04″ ouest |       |
| Donjon de la Roche-Élie                                             | Messé                       | Deux-Sèvres             | Nouvelle-Aquitaine         | inscrit    | « PA00101272 », notice no PA00101272 | 46° 15′ 54″ nord, 0° 05′ 44″ est   |       |
| Château d'Oiron                                                     | Oiron                       | Deux-Sèvres             | Nouvelle-Aquitaine         | inscrit    | « PA00101294 », notice no PA00101294 | 46° 57′ 06″ nord, 0° 04′ 39″ ouest |       |
| Château de Germain                                                  | Saint-Coutant               | Deux-Sèvres             | Nouvelle-Aquitaine         | inscrit    | « PA00101328 », notice no PA00101328 | 46° 13′ 49″ nord, 0° 00′ 38″ est   |       |
| Pont de Taizon                                                      | Saint-Martin-de-Sanzay      | Deux-Sèvres             | Nouvelle-Aquitaine         | inscrit    | « PA00101356 », notice no PA00101356 | 47° 03′ 10″ nord, 0° 13′ 37″ ouest |       |
| Château de la Villedieu-de-Comblé                                   | Sainte-Eanne                | Deux-Sèvres             | Nouvelle-Aquitaine         | inscrit    | « PA00101329 », notice no PA00101329 | 46° 22′ 33″ nord, 0° 07′ 26″ ouest |       |
| Remparts de Thouars                                                 | Thouars                     | Deux-Sèvres             | Nouvelle-Aquitaine         | classé     | « PA00101387 », notice no PA00101387 | 46° 58′ 33″ nord, 0° 12′ 44″ ouest |       |
| Remparts de Domme                                                   | Domme                       | Dordogne                | Nouvelle-Aquitaine         | classé     | « PA00082522 », notice no PA00082522 | 44° 48′ 04″ nord, 1° 12′ 49″ est   |       |
| Grotte des Combarelles II                                           | Les Eyzies-de-Tayac-Sireuil | Dordogne                | Nouvelle-Aquitaine         | inscrit    | « PA00082547 », notice no PA00082547 | 44° 56′ 37″ nord, 1° 02′ 32″ est   |       |
| Château de Commarque                                                | Les Eyzies-de-Tayac-Sireuil | Dordogne                | Nouvelle-Aquitaine         | classé     | « PA00082535 », notice no PA00082535 | 44° 56′ 31″ nord, 1° 06′ 05″ est   |       |
| Église Notre-Dame-de-l'Assomption                                   | Saint-Geniès                | Dordogne                | Nouvelle-Aquitaine         | classé     | « PA00082839 », notice no PA00082839 | 44° 59′ 39″ nord, 1° 15′ 03″ est   |       |
| Château de la Marthonie                                             | Saint-Jean-de-Côle          | Dordogne                | Nouvelle-Aquitaine         | classé     | « PA00082845 », notice no PA00082845 | 45° 25′ 17″ nord, 0° 50′ 20″ est   |       |
| Maison à pans de bois                                               | Gaillon                     | Eure                    | Normandie                  | classé     | « PA00099428 », notice no PA00099428 | 49° 09′ 37″ nord, 1° 19′ 50″ est   |       |
| Église Saint-Jean de Verneuil-sur-Avre                              | Verneuil-sur-Avre           | Eure                    | Normandie                  | classé     | « PA00099601 », notice no PA00099601 | 48° 44′ 26″ nord, 0° 55′ 36″ est   |       |
| Chapelle Saint-Philibert et Saint-Roch de Moëlan-sur-Mer            | Moëlan-sur-Mer              | Finistère               | Bretagne                   | classé     | « PA00090123 », notice no PA00090123 | 47° 48′ 45″ nord, 3° 37′ 37″ ouest |       |
| Église Saint-Hernin de Saint-Hernin                                 | Saint-Hernin                | Finistère               | Bretagne                   | classé     | « PA00090418 », notice no PA00090418 | 48° 13′ 05″ nord, 3° 38′ 04″ ouest |       |
| Enclos paroissial de Sizun                                          | Sizun                       | Finistère               | Bretagne                   | classé     | « PA00090450 », notice no PA00090450 | 48° 24′ 22″ nord, 4° 04′ 39″ ouest |       |
| Château du XVIIe siècle                                             | Bassoues                    | Gers                    | Occitanie                  | inscrit    | « PA00094730 », notice no PA00094730 | 43° 34′ 46″ nord, 0° 14′ 52″ est   |       |
| Chapelle Notre-Dame-de-Brétous de Saint-Arailles                    | Saint-Arailles              | Gers                    | Occitanie                  | inscrit    | « PA00094909 », notice no PA00094909 | 43° 37′ 06″ nord, 0° 21′ 18″ est   |       |
| Église Saint-Jean de Lalande-de-Pomerol                             | Lalande-de-Pomerol          | Gironde                 | Nouvelle-Aquitaine         | classé     | « PA00083583 », notice no PA00083583 | 44° 57′ 20″ nord, 0° 12′ 32″ ouest |       |
| Château du Bouilh                                                   | Saint-André-de-Cubzac       | Gironde                 | Nouvelle-Aquitaine         | classé     | « PA00083711 », notice no PA00083711 | 45° 00′ 33″ nord, 0° 27′ 21″ ouest |       |
| Église Notre-Dame-de-la-Nativité de Voisey                          | Voisey                      | Haute-Marne             | Grand Est                  | classé     | « PA00079286 », notice no PA00079286 | 47° 53′ 06″ nord, 5° 46′ 52″ est   |       |
| Église Saint-Maurice                                                | Annecy                      | Haute-Savoie            | Auvergne-Rhône-Alpes       | inscrit    | « PA00118345 », notice no PA00118345 | 45° 53′ 57″ nord, 6° 07′ 40″ est   |       |
| Fontaine Quiberet                                                   | Annecy                      | Haute-Savoie            | Auvergne-Rhône-Alpes       | inscrit    | « PA00118348 », notice no PA00118348 | 45° 53′ 53″ nord, 6° 07′ 26″ est   |       |
| Hôtel de ville (ancien)                                             | Annecy                      | Haute-Savoie            | Auvergne-Rhône-Alpes       | inscrit    | « PA00118351 », notice no PA00118351 | 45° 54′ 00″ nord, 6° 07′ 33″ est   |       |
| Cimetière de Contamine-sur-Arve                                     | Contamine-sur-Arve          | Haute-Savoie            | Auvergne-Rhône-Alpes       | inscrit    | « PA00118380 », notice no PA00118380 | 46° 07′ 42″ nord, 6° 20′ 29″ est   |       |
| Oratoire de Maison-Neuve                                            | Sixt-Fer-à-Cheval           | Haute-Savoie            | Auvergne-Rhône-Alpes       | classé     | « PA00118444 », notice no PA00118444 | 46° 03′ 11″ nord, 6° 46′ 03″ est   |       |
| Porte de Genève                                                     | Yvoire                      | Haute-Savoie            | Auvergne-Rhône-Alpes       | classé     | « PA00118466 », notice no PA00118466 | 46° 22′ 12″ nord, 6° 19′ 30″ est   |       |
| Chapelle Saint-Aurélien                                             | Limoges                     | Haute-Vienne            | Nouvelle-Aquitaine         | inscrit    | « PA00100334 », notice no PA00100334 | 45° 49′ 42″ nord, 1° 15′ 26″ est   |       |
| Église Saint-Louis de Mont-Dauphin                                  | Mont-Dauphin                | Hautes-Alpes            | Provence-Alpes-Côte d'Azur | classé     | « PA00080587 », notice no PA00080587 | 44° 40′ 08″ nord, 6° 37′ 20″ est   |       |
| Collège Sainte-Barbe-des-Champs                                     | Fontenay-aux-Roses          | Hauts-de-Seine          | Île-de-France              | inscrit    | « PA00088107 », notice no PA00088107 | 48° 47′ 27″ nord, 2° 17′ 28″ est   |       |
| Maison                                                              | Caux                        | Hérault                 | Occitanie                  | inscrit    | « PA00103417 », notice no PA00103417 |                                    |       |
| Hôtel d'Avèze                                                       | Montpellier                 | Hérault                 | Occitanie                  | inscrit    | « PA00103546 », notice no PA00103546 | 43° 36′ 43″ nord, 3° 52′ 42″ est   |       |
| Hôtel de Manse                                                      | Montpellier                 | Hérault                 | Occitanie                  | inscrit    | « PA00103574 », notice no PA00103574 | 43° 36′ 37″ nord, 3° 52′ 43″ est   |       |
| Hôtel Deydé                                                         | Montpellier                 | Hérault                 | Occitanie                  | inscrit    | « PA00103559 », notice no PA00103559 | 43° 36′ 44″ nord, 3° 52′ 43″ est   |       |
| Château de Bonnefontaine                                            | Antrain                     | Ille-et-Vilaine         | Bretagne                   | inscrit    | « PA00090496 », notice no PA00090496 | 48° 26′ 46″ nord, 1° 29′ 26″ ouest |       |
| Château de Tourdelain                                               | Saint-Thual                 | Ille-et-Vilaine         | Bretagne                   | inscrit    | « PA00090884 », notice no PA00090884 | 48° 19′ 47″ nord, 1° 55′ 52″ ouest |       |
| Maison                                                              | Vitré                       | Ille-et-Vilaine         | Bretagne                   | inscrit    | « PA00090933 », notice no PA00090933 | 48° 07′ 29″ nord, 1° 12′ 47″ ouest |       |
| Maison                                                              | Vitré                       | Ille-et-Vilaine         | Bretagne                   | inscrit    | « PA00090934 », notice no PA00090934 | 48° 07′ 29″ nord, 1° 12′ 47″ ouest |       |
| Maison                                                              | Vitré                       | Ille-et-Vilaine         | Bretagne                   | inscrit    | « PA00090962 », notice no PA00090962 | 48° 07′ 27″ nord, 1° 12′ 42″ ouest |       |
| Maison                                                              | Vitré                       | Ille-et-Vilaine         | Bretagne                   | inscrit    | « PA00090920 », notice no PA00090920 | 48° 07′ 28″ nord, 1° 12′ 39″ ouest |       |
| Hôtel de la Botte Dorée                                             | Vitré                       | Ille-et-Vilaine         | Bretagne                   | inscrit    | « PA00090929 », notice no PA00090929 | 48° 07′ 25″ nord, 1° 12′ 51″ ouest |       |
| Maison                                                              | Vitré                       | Ille-et-Vilaine         | Bretagne                   | inscrit    | « PA00090961 », notice no PA00090961 | 48° 07′ 27″ nord, 1° 12′ 41″ ouest |       |
| Maison                                                              | Vitré                       | Ille-et-Vilaine         | Bretagne                   | inscrit    | « PA00090946 », notice no PA00090946 | 48° 07′ 29″ nord, 1° 12′ 26″ ouest |       |
| Maison                                                              | Vitré                       | Ille-et-Vilaine         | Bretagne                   | inscrit    | « PA00090949 », notice no PA00090949 | 48° 07′ 28″ nord, 1° 12′ 24″ ouest |       |
| Maison                                                              | Vitré                       | Ille-et-Vilaine         | Bretagne                   | inscrit    | « PA00090963 », notice no PA00090963 | 48° 07′ 27″ nord, 1° 12′ 42″ ouest |       |
| Église Sainte-Anne de Nohant                                        | Nohant-Vic                  | Indre                   | Centre-Val de Loire        | classé     | « PA00097412 », notice no PA00097412 | 46° 37′ 32″ nord, 1° 58′ 32″ est   |       |
| Menhir de Montifray                                                 | Beaumont-la-Ronce           | Indre-et-Loire          | Centre-Val de Loire        | classé     | « PA00097581 », notice no PA00097581 | 47° 33′ 49″ nord, 0° 38′ 02″ est   |       |
| Château de La Celle-Guenand                                         | La Celle-Guenand            | Indre-et-Loire          | Centre-Val de Loire        | inscrit    | « PA00097617 », notice no PA00097617 | 46° 56′ 41″ nord, 0° 53′ 36″ est   |       |
| Église Saint-Quentin de La Croix-en-Touraine                        | La Croix-en-Touraine        | Indre-et-Loire          | Centre-Val de Loire        | classé     | « PA00097730 », notice no PA00097730 | 47° 20′ 07″ nord, 0° 59′ 25″ est   |       |
| Maison de Rabelais                                                  | Langeais                    | Indre-et-Loire          | Centre-Val de Loire        | inscrit    | « PA00097800 », notice no PA00097800 | 47° 19′ 30″ nord, 0° 24′ 24″ est   |       |
| Maison                                                              | Langeais                    | Indre-et-Loire          | Centre-Val de Loire        | inscrit    | « PA00097798 », notice no PA00097798 | 47° 19′ 27″ nord, 0° 24′ 23″ est   |       |
| Manoir de Vonnes                                                    | Pont-de-Ruan                | Indre-et-Loire          | Centre-Val de Loire        | classé     | « PA00097920 », notice no PA00097920 | 47° 16′ 10″ nord, 0° 33′ 59″ est   |       |
| Château du Pilorget                                                 | Tours (Saint-Symphorien)    | Indre-et-Loire          | Centre-Val de Loire        | inscrit    | « PA00098101 », notice no PA00098101 | 47° 24′ 49″ nord, 0° 41′ 03″ est   |       |
| Église Saint-François                                               | Tours                       | Indre-et-Loire          | Centre-Val de Loire        | classé     | « PA00098151 », notice no PA00098151 | 47° 23′ 42″ nord, 0° 41′ 16″ est   |       |
| Château delphinal                                                   | Crémieu                     | Isère                   | Auvergne-Rhône-Alpes       | inscrit    | « PA00117152 », notice no PA00117152 | 45° 43′ 34″ nord, 5° 14′ 58″ est   |       |
| Prieuré de Domène                                                   | Domène                      | Isère                   | Auvergne-Rhône-Alpes       | classé     | « PA00117176 », notice no PA00117176 | 45° 12′ 12″ nord, 5° 49′ 59″ est   |       |
| Caserne Vinoy                                                       | Grenoble                    | Isère                   | Auvergne-Rhône-Alpes       | inscrit    | « PA00117177 », notice no PA00117177 | 45° 11′ 41″ nord, 5° 43′ 51″ est   |       |
| Fontaine                                                            | Sassenage                   | Isère                   | Auvergne-Rhône-Alpes       | inscrit    | « PA00117283 », notice no PA00117283 | 45° 12′ 23″ nord, 5° 39′ 34″ est   |       |
| Fontaine                                                            | Sassenage                   | Isère                   | Auvergne-Rhône-Alpes       | inscrit    | « PA00117282 », notice no PA00117282 | 45° 12′ 24″ nord, 5° 39′ 43″ est   |       |
| Croix de Sassenage                                                  | Sassenage                   | Isère                   | Auvergne-Rhône-Alpes       | classé     | « PA00117280 », notice no PA00117280 | 45° 12′ 24″ nord, 5° 39′ 45″ est   |       |
| Fontaine                                                            | Sassenage                   | Isère                   | Auvergne-Rhône-Alpes       | classé     | « PA00117284 », notice no PA00117284 | 45° 12′ 28″ nord, 5° 39′ 29″ est   |       |
| Chapelle du cimetière désaffecté de Barésia-sur-l'Ain               | Barésia-sur-l'Ain           | Jura                    | Bourgogne-Franche-Comté    | classé     | « PA00101813 », notice no PA00101813 | 46° 33′ 09″ nord, 5° 42′ 39″ est   |       |
| Chapelle Saint-Gervais des Roches-l'Évêque                          | Les Roches-l'Évêque         | Loir-et-Cher            | Centre-Val de Loire        | classé     | « PA00098550 », notice no PA00098550 | 47° 46′ 54″ nord, 0° 53′ 35″ est   |       |
| Château de Chabert                                                  | Boën-sur-Lignon             | Loire                   | Auvergne-Rhône-Alpes       | classé     | « PA00117428 », notice no PA00117428 | 45° 44′ 48″ nord, 4° 00′ 10″ est   |       |
| Pont sur l'Aix                                                      | Pommiers                    | Loire                   | Auvergne-Rhône-Alpes       | classé     | « PA00117546 », notice no PA00117546 | 45° 49′ 35″ nord, 4° 03′ 59″ est   |       |
| Enceinte de Pommiers                                                | Pommiers                    | Loire                   | Auvergne-Rhône-Alpes       | classé     | « PA00117545 », notice no PA00117545 | 45° 49′ 45″ nord, 4° 03′ 49″ est   |       |
| Remparts                                                            | Guérande                    | Loire-Atlantique        | Pays de la Loire           | classé     | « PA00108626 », notice no PA00108626 | 47° 19′ 38″ nord, 2° 25′ 38″ ouest |       |
| Hôtel de Luynes                                                     | Nantes                      | Loire-Atlantique        | Pays de la Loire           | classé     | « PA00108690 », notice no PA00108690 | 47° 12′ 46″ nord, 1° 33′ 21″ ouest |       |
| Église Saint-Aubin de La Ferté-Saint-Aubin                          | La Ferté-Saint-Aubin        | Loiret                  | Centre-Val de Loire        | inscrit    | « PA00098777 », notice no PA00098777 | 47° 42′ 39″ nord, 1° 56′ 29″ est   |       |
| Collège Pélegri                                                     | Cahors                      | Lot                     | Occitanie                  | inscrit    | « PA00095006 », notice no PA00095006 | 44° 26′ 58″ nord, 1° 26′ 34″ est   |       |
| Église Saint-Pierre-ès-Liens de Martignac                           | Puy-l'Évêque                | Lot                     | Occitanie                  | classé     | « PA00095191 », notice no PA00095191 | 44° 31′ 49″ nord, 1° 08′ 04″ est   |       |
| Église Saint-Christophe de Vianne                                   | Vianne                      | Lot-et-Garonne          | Nouvelle-Aquitaine         | inscrit    | « PA00084263 », notice no PA00084263 | 44° 11′ 53″ nord, 0° 19′ 21″ est   |       |
| Église Saint-Blaise de Chasseradès                                  | Chasseradès                 | Lozère                  | Occitanie                  | classé     | « PA00103813 », notice no PA00103813 | 44° 33′ 05″ nord, 3° 49′ 30″ est   |       |
| Château du Boy                                                      | Lanuéjols                   | Lozère                  | Occitanie                  | inscrit    | « PA00103831 », notice no PA00103831 | 44° 29′ 31″ nord, 3° 33′ 43″ est   |       |
| Tour des Pénitents                                                  | Mende                       | Lozère                  | Occitanie                  | classé     | « PA00103881 », notice no PA00103881 | 44° 31′ 03″ nord, 3° 30′ 02″ est   |       |
| Église Saint-Martin d'Octeville                                     | Cherbourg-en-Cotentin       | Manche                  | Normandie                  | inscrit    | « PA00110528 », notice no PA00110528 | 49° 37′ 32″ nord, 1° 38′ 33″ ouest |       |
| Grand séminaire de Châlons-en-Champagne                             | Châlons-en-Champagne        | Marne                   | Grand Est                  | classé     | « PA00078652 », notice no PA00078652 | 48° 57′ 13″ nord, 4° 21′ 56″ est   |       |
| Église Notre-Dame-du-Soldat de Hans                                 | Hans                        | Marne                   | Grand Est                  | classé     | « PA00078716 », notice no PA00078716 | 49° 06′ 33″ nord, 4° 44′ 53″ est   |       |
| Hôtel de ville de Souilly                                           | Souilly                     | Meuse                   | Grand Est                  | classé     | « PA00106636 », notice no PA00106636 | 49° 01′ 41″ nord, 5° 17′ 10″ est   |       |
| Vénus de Quinipily                                                  | Baud                        | Morbihan                | Bretagne                   | classé     | « PA00091021 », notice no PA00091021 | 47° 52′ 08″ nord, 3° 02′ 01″ ouest |       |
| Chartreuse d'Auray                                                  | Brech                       | Morbihan                | Bretagne                   | inscrit    | « PA00091057 », notice no PA00091057 | 47° 41′ 02″ nord, 3° 00′ 04″ ouest |       |
| Château de Trégranteur                                              | Guégon                      | Morbihan                | Bretagne                   | classé     | « PA00091227 », notice no PA00091227 | 47° 54′ 09″ nord, 2° 32′ 51″ ouest |       |
| Menhirs Jean et Jeanne de Kerledan                                  | Sauzon                      | Morbihan                | Bretagne                   | classé     | « PA00091735 », notice no PA00091735 | 47° 20′ 33″ nord, 3° 13′ 17″ ouest |       |
| Maison                                                              | Vannes                      | Morbihan                | Bretagne                   | classé     | « PA00091797 », notice no PA00091797 | 47° 39′ 28″ nord, 2° 45′ 24″ ouest |       |
| Portail de la cour des Récollets                                    | Nevers                      | Nièvre                  | Bourgogne-Franche-Comté    | inscrit    | « PA00112965 », notice no PA00112965 | 46° 59′ 18″ nord, 3° 09′ 36″ est   |       |
| Immeuble                                                            | Avesnes-sur-Helpe           | Nord                    | Hauts-de-France            | inscrit    | « PA00107355 », notice no PA00107355 | 50° 07′ 18″ nord, 3° 55′ 55″ est   |       |
| Couvent des Récollets                                               | Cambrai                     | Nord                    | Hauts-de-France            | inscrit    | « PA00107401 », notice no PA00107401 | 50° 10′ 33″ nord, 3° 13′ 30″ est   |       |
| Construction adossée à l'église                                     | Sémeries                    | Nord                    | Hauts-de-France            | classé     | « PA00107814 », notice no PA00107814 | 50° 07′ 13″ nord, 4° 00′ 09″ est   |       |
| Immeuble Au Coq Estaminet                                           | Steenvoorde                 | Nord                    | Hauts-de-France            | classé     | « PA00107828 », notice no PA00107828 | 50° 48′ 37″ nord, 2° 34′ 57″ est   |       |
| Maison à pans de bois                                               | Valenciennes                | Nord                    | Hauts-de-France            | inscrit    | « PA00107872 », notice no PA00107872 | 50° 21′ 24″ nord, 3° 31′ 20″ est   |       |
| Église Saint-Gilles-Saint-Leu de Boubiers                           | Boubiers                    | Oise                    | Hauts-de-France            | classé     | « PA00114540 », notice no PA00114540 | 49° 13′ 23″ nord, 1° 52′ 32″ est   |       |
| Abbaye Notre-Dame d'Ourscamp                                        | Chiry-Ourscamp              | Oise                    | Hauts-de-France            | classé     | « PA00114590 », notice no PA00114590 | 49° 32′ 06″ nord, 2° 58′ 24″ est   |       |
| Prieuré Saint-Arnoul de Crépy-en-Valois                             | Crépy-en-Valois             | Oise                    | Hauts-de-France            | inscrit    | « PA00114655 », notice no PA00114655 | 49° 14′ 18″ nord, 2° 53′ 00″ est   |       |
| Immeuble                                                            | Noyon                       | Oise                    | Hauts-de-France            | inscrit    | « PA00114791 », notice no PA00114791 | 49° 34′ 52″ nord, 3° 00′ 05″ est   |       |
| Maisons canoniales de Noyon                                         | Noyon                       | Oise                    | Hauts-de-France            | classé     | « PA00114792 », notice no PA00114792 | 49° 34′ 57″ nord, 2° 59′ 59″ est   |       |
| Église Saint-Lucien de La Rue-Saint-Pierre                          | La Rue-Saint-Pierre         | Oise                    | Hauts-de-France            | classé     | « PA00114846 », notice no PA00114846 | 49° 24′ 34″ nord, 2° 18′ 12″ est   |       |
| Prieuré Saint-Victor de Bray                                        | Rully                       | Oise                    | Hauts-de-France            | classé     | « PA00114849 », notice no PA00114849 | 49° 14′ 16″ nord, 2° 41′ 38″ est   |       |
| Hôtel Mansart dit aussi Hôtel de Sagonne                            | 4e arrondissement de Paris  | Paris                   | Île-de-France              | classé     | « PA00086302 », notice no PA00086302 | 48° 51′ 19″ nord, 2° 22′ 04″ est   |       |
| Mémorial de la Légion d'honneur                                     | Wimereux                    | Pas-de-Calais           | Hauts-de-France            | classé     | « PA00108446 », notice no PA00108446 | 50° 44′ 34″ nord, 1° 35′ 57″ est   |       |
| Maison                                                              | Riom                        | Puy-de-Dôme             | Auvergne-Rhône-Alpes       | inscrit    | « PA00092294 », notice no PA00092294 | 45° 53′ 38″ nord, 3° 06′ 45″ est   |       |
| Manège de Marracq                                                   | Bayonne                     | Pyrénées-Atlantiques    | Nouvelle-Aquitaine         | inscrit    | « PA00084344 », notice no PA00084344 | 43° 28′ 52″ nord, 1° 28′ 54″ ouest |       |
| Tour de Grède                                                       | Oloron-Sainte-Marie         | Pyrénées-Atlantiques    | Nouvelle-Aquitaine         | classé     | « PA00084470 », notice no PA00084470 | 43° 11′ 23″ nord, 0° 36′ 24″ ouest |       |
| Immeuble                                                            | Oloron-Sainte-Marie         | Pyrénées-Atlantiques    | Nouvelle-Aquitaine         | inscrit    | « PA00084468 », notice no PA00084468 | 43° 11′ 36″ nord, 0° 36′ 22″ ouest |       |
| Tour Saint-Sauveur                                                  | Arles-sur-Tech              | Pyrénées-Orientales     | Occitanie                  | inscrit    | « PA00103963 », notice no PA00103963 | 42° 27′ 27″ nord, 2° 38′ 03″ est   |       |
| Église Saint-André d'Évol                                           | Olette                      | Pyrénées-Orientales     | Occitanie                  | classé     | « PA00104059 », notice no PA00104059 | 42° 34′ 14″ nord, 2° 15′ 14″ est   |       |
| Maison du Chamarier                                                 | 5e arrondissement de Lyon   | Rhône                   | Auvergne-Rhône-Alpes       | classé     | « PA00117817 », notice no PA00117817 | 45° 45′ 42″ nord, 4° 49′ 38″ est   |       |
| Château de Lumagne                                                  | Saint-Genis-Laval           | Rhône                   | Auvergne-Rhône-Alpes       | inscrit    | « PA00118035 », notice no PA00118035 | 45° 41′ 11″ nord, 4° 47′ 52″ est   |       |
| Château de Beauregard                                               | Saint-Genis-Laval           | Rhône                   | Auvergne-Rhône-Alpes       | inscrit    | « PA00118034 », notice no PA00118034 | 45° 41′ 35″ nord, 4° 47′ 16″ est   |       |
| Château de La Tour                                                  | Saint-Genis-Laval           | Rhône                   | Auvergne-Rhône-Alpes       | inscrit    | « PA00118036 », notice no PA00118036 | 45° 41′ 37″ nord, 4° 47′ 34″ est   |       |
| Lycée Bonaparte                                                     | Autun                       | Saône-et-Loire          | Bourgogne-Franche-Comté    | classé     | « PA00113150 », notice no PA00113150 | 46° 56′ 58″ nord, 4° 17′ 50″ est   |       |
| Vestiges gallo-romains de Ballore                                   | Ballore                     | Saône-et-Loire          | Bourgogne-Franche-Comté    | classé     | « PA00113106 », notice no PA00113106 | 46° 31′ 38″ nord, 4° 23′ 21″ est   |       |
| Église Saint-Germain de Buxy                                        | Buxy                        | Saône-et-Loire          | Bourgogne-Franche-Comté    | inscrit    | « PA00113143 », notice no PA00113143 | 46° 42′ 49″ nord, 4° 41′ 43″ est   |       |
| Maison des Templiers                                                | Couches                     | Saône-et-Loire          | Bourgogne-Franche-Comté    | inscrit    | « PA00113249 », notice no PA00113249 | 46° 52′ 03″ nord, 4° 34′ 39″ est   |       |
| Église Saint-Bénigne de Jambles                                     | Jambles                     | Saône-et-Loire          | Bourgogne-Franche-Comté    | classé     | « PA00113301 », notice no PA00113301 | 46° 46′ 21″ nord, 4° 41′ 48″ est   |       |
| Vestiges gallo-romains de Mornay                                    | Mornay                      | Saône-et-Loire          | Bourgogne-Franche-Comté    | classé     | « PA00113372 », notice no PA00113372 | 46° 31′ 38″ nord, 4° 23′ 21″ est   |       |
| Château de Saint-Aubin-sur-Loire                                    | Saint-Aubin-sur-Loire       | Saône-et-Loire          | Bourgogne-Franche-Comté    | classé     | « PA00113418 », notice no PA00113418 | 46° 34′ 29″ nord, 3° 44′ 59″ est   |       |
| Église Saint-Baudile de Saint-Boil                                  | Saint-Boil                  | Saône-et-Loire          | Bourgogne-Franche-Comté    | inscrit    | « PA00113421 », notice no PA00113421 | 46° 39′ 14″ nord, 4° 41′ 01″ est   |       |
| Château de Fontenaille (ancien couvent de Béthanie)                 | Écommoy                     | Sarthe                  | Pays de la Loire           | inscrit    | « PA00109747 », notice no PA00109747 | 47° 48′ 57″ nord, 0° 17′ 15″ est   |       |
| Église Saint-Martin de Villargerel                                  | Grand-Aigueblanche          | Savoie                  | Auvergne-Rhône-Alpes       | classé     | « PA00118158 », notice no PA00118158 | 45° 31′ 12″ nord, 6° 30′ 44″ est   |       |
| Hôtel de Chateauneuf                                                | Chambéry                    | Savoie                  | Auvergne-Rhône-Alpes       | inscrit    | « PA00118234 », notice no PA00118234 | 45° 33′ 54″ nord, 5° 55′ 26″ est   |       |
| Fontaine des deux Bourneaux                                         | Chambéry                    | Savoie                  | Auvergne-Rhône-Alpes       | inscrit    | « PA00118232 », notice no PA00118232 | 45° 33′ 54″ nord, 5° 54′ 53″ est   |       |
| Église Saint-Jacques d'Hauteluce                                    | Hauteluce                   | Savoie                  | Auvergne-Rhône-Alpes       | classé     | « PA00118262 », notice no PA00118262 | 45° 45′ 02″ nord, 6° 35′ 07″ est   |       |
| Séminaire de Meaux                                                  | Meaux                       | Seine-et-Marne          | Île-de-France              | inscrit    | « PA00087094 », notice no PA00087094 | 48° 57′ 34″ nord, 2° 52′ 29″ est   |       |
| Église Notre-Dame de Corbeil                                        | Pringy                      | Seine-et-Marne          | Île-de-France              | classé     | « PA00087195 », notice no PA00087195 | 48° 30′ 59″ nord, 2° 32′ 51″ est   |       |
| Château de Merval                                                   | Brémontier-Merval           | Seine-Maritime          | Normandie                  | classé     | « PA00100584 », notice no PA00100584 | 49° 30′ 56″ nord, 1° 36′ 06″ est   |       |
| Abbaye du Valasse                                                   | Gruchet-le-Valasse          | Seine-Maritime          | Normandie                  | inscrit    | « PA00100687 », notice no PA00100687 | 49° 32′ 14″ nord, 0° 30′ 20″ est   |       |
| Ferme du Conihout                                                   | Le Mesnil-sous-Jumièges     | Seine-Maritime          | Normandie                  | classé     | « PA00100753 », notice no PA00100753 |                                    |       |
| Chapelle Notre-Dame de Janville                                     | Paluel                      | Seine-Maritime          | Normandie                  | classé     | « PA00100788 », notice no PA00100788 | 49° 50′ 02″ nord, 0° 38′ 00″ est   |       |
| Fontaine Sainte-Croix-des-Pelletiers                                | Rouen                       | Seine-Maritime          | Normandie                  | classé     | « PA00100831 », notice no PA00100831 | 49° 26′ 38″ nord, 1° 05′ 23″ est   |       |
| Immeuble                                                            | Amiens                      | Somme                   | Hauts-de-France            | inscrit    | « PA00116066 », notice no PA00116066 | 49° 53′ 49″ nord, 2° 17′ 50″ est   |       |
| Ancien château de Drugy                                             | Saint-Riquier               | Somme                   | Hauts-de-France            | inscrit    | « PA00116246 », notice no PA00116246 | 50° 07′ 48″ nord, 1° 56′ 04″ est   |       |
| Tour Margot                                                         | Saint-Riquier               | Somme                   | Hauts-de-France            | inscrit    | « PA00116249 », notice no PA00116249 | 50° 08′ 12″ nord, 1° 56′ 59″ est   |       |
| Beffroi de Saint-Riquier                                            | Saint-Riquier               | Somme                   | Hauts-de-France            | inscrit    | « PA00116245 », notice no PA00116245 | 50° 08′ 03″ nord, 1° 56′ 47″ est   |       |
| Château de Roquevidal                                               | Roquevidal                  | Tarn                    | Occitanie                  | inscrit    | « PA00095626 », notice no PA00095626 | 43° 37′ 29″ nord, 1° 52′ 44″ est   |       |
| Allée couverte des Déserts                                          | Argenteuil                  | Val-d'Oise              | Île-de-France              | classé     | « PA00079977 », notice no PA00079977 | 48° 57′ 08″ nord, 2° 16′ 58″ est   |       |
| Église Saint-Pierre-Saint-Paul d'Arronville                         | Arronville                  | Val-d'Oise              | Île-de-France              | classé     | « PA00079984 », notice no PA00079984 | 49° 10′ 55″ nord, 2° 06′ 49″ est   |       |
| Château de La Roche-Guyon                                           | La Roche-Guyon              | Val-d'Oise              | Île-de-France              | classé     | « PA00080181 », notice no PA00080181 | 49° 04′ 52″ nord, 1° 37′ 41″ est   |       |
| Pont médiéval sur l'Aille                                           | Le Cannet-des-Maures        | Var                     | Provence-Alpes-Côte d'Azur | inscrit    | « PA00081569 », notice no PA00081569 | 43° 21′ 29″ nord, 6° 23′ 38″ est   |       |
| Site archéologique du Moulin à Vent                                 | Fréjus                      | Var                     | Provence-Alpes-Côte d'Azur | inscrit    | « PA00081622 », notice no PA00081622 | 43° 26′ 06″ nord, 6° 43′ 48″ est   |       |
| Pont romain                                                         | Pourcieux                   | Var                     | Provence-Alpes-Côte d'Azur | classé     | « PA00081691 », notice no PA00081691 | 43° 27′ 57″ nord, 5° 48′ 57″ est   |       |
| Immeubles                                                           | Saint-Raphaël               | Var                     | Provence-Alpes-Côte d'Azur | inscrit    | « PA00081715 », notice no PA00081715 | 43° 25′ 34″ nord, 6° 46′ 08″ est   |       |
| Pavillon de la Consigne                                             | Toulon                      | Var                     | Provence-Alpes-Côte d'Azur | inscrit    | « PA00081756 », notice no PA00081756 | 43° 04′ 52″ nord, 5° 33′ 36″ est   |       |
| Site archéologique de la Villasse                                   | Vaison-la-Romaine           | Vaucluse                | Provence-Alpes-Côte d'Azur | classé     | « PA00082180 », notice no PA00082180 | 44° 14′ 29″ nord, 5° 04′ 24″ est   |       |
| Halles de Moutiers-les-Mauxfaits                                    | Moutiers-les-Mauxfaits      | Vendée                  | Pays de la Loire           | inscrit    | « PA00110178 », notice no PA00110178 | 46° 29′ 29″ nord, 1° 25′ 34″ ouest |       |
| Église Saint-Jean-Baptiste de Dercé                                 | Dercé                       | Vienne                  | Nouvelle-Aquitaine         | inscrit    | « PA00105451 », notice no PA00105451 | 46° 57′ 00″ nord, 0° 13′ 24″ est   |       |
| Château de la Tour-de-Signy                                         | Marigny-Brizay              | Vienne                  | Nouvelle-Aquitaine         | inscrit    | « PA00105521 », notice no PA00105521 | 46° 45′ 03″ nord, 0° 21′ 12″ est   |       |
| Prieuré Notre-Dame d'Availles                                       | Nouaillé-Maupertuis         | Vienne                  | Nouvelle-Aquitaine         | classé     | « PA00105567 », notice no PA00105567 | 46° 29′ 47″ nord, 0° 26′ 19″ est   |       |
| Pierre levée                                                        | Poitiers                    | Vienne                  | Nouvelle-Aquitaine         | classé     | « PA00105592 », notice no PA00105592 | 46° 34′ 28″ nord, 0° 21′ 43″ est   |       |
| Église Saint-Jean-Baptiste                                          | Dompaire                    | Vosges                  | Grand Est                  | classé     | « PA00107136 », notice no PA00107136 | 48° 13′ 38″ nord, 6° 13′ 11″ est   |       |
| Église Saint-Remy                                                   | Vicherey                    | Vosges                  | Grand Est                  | classé     | « PA00107312 », notice no PA00107312 | 48° 23′ 07″ nord, 5° 56′ 26″ est   |       |
| Église Notre-Dame de Dannemoine                                     | Dannemoine                  | Yonne                   | Bourgogne-Franche-Comté    | classé     | « PA00113669 », notice no PA00113669 | 47° 53′ 48″ nord, 3° 57′ 26″ est   |       |
| Couvent des Ursulines de Tonnerre                                   | Tonnerre                    | Yonne                   | Bourgogne-Franche-Comté    | inscrit    | « PA00113902 », notice no PA00113902 | 47° 51′ 17″ nord, 3° 58′ 28″ est   |       |
| Croix de cimetière d'Andrésy                                        | Andrésy                     | Yvelines                | Île-de-France              | classé     | « PA00087359 », notice no PA00087359 | 48° 58′ 55″ nord, 2° 03′ 29″ est   |       |
| Télégraphe Chappe de Bailly                                         | Bailly                      | Yvelines                | Île-de-France              | inscrit    | « PA00087364 », notice no PA00087364 | 48° 50′ 47″ nord, 2° 05′ 32″ est   |       |
| Porte de Chambourcy                                                 | Saint-Germain-en-Laye       | Yvelines                | Île-de-France              | classé     | « PA00087627 », notice no PA00087627 | 48° 54′ 47″ nord, 2° 02′ 42″ est   |       |
| Pavillon de musique de Madame                                       | Versailles                  | Yvelines                | Île-de-France              | classé     | « PA00087765 », notice no PA00087765 | 48° 47′ 58″ nord, 2° 08′ 30″ est   |       |